# Монте-Чинто
Монте-Чинто (фр. Monte Cinto) — гора у Франції, найвища вершина острова Корсика, в масиві Монте-Чинто. Її висота становить 2706 м над рівнем моря.

## Географія
Гора розташована в північно-західній частині острова Корсика, в департаменті Верхня Корсика, у однойменному масиві Монте-Чинто.
Розташування вершини та її висота дає теоретично можливість споглядати панораму гір на материковій частині Європи, яка простяглась від околиць Марселя і до самого Риму. Найдальший гірський вид теоретично відкривається на масив Монте-Роза у Швейцарії, що лежить на північний-захід приблизно за 405 км.
В околицях гори знаходяться досить популярні пішохідні туристичні маршрути. На північно-західному схилі гори розташований гірськолижний курорт Гаут-Аско. На схилах вершини розташовано ряд невеликих туристичних кемпінгів, будинків відпочинку, магазинів, бар-ресторанів та інших закладів туристичної інфраструктури.

## Підкорення
Перший відомий туристичний підйом на Монте-Чинто був зроблений 6 червня 1882 року групою альпіністів на чолі із Едвардом Рошем. Вершина була підкорена через південні схили гори. 26 травня 1883 року, група альпіністів на чолі із англійським альпіністом Френсісом Фокс Такеттом, під керівництвом французького гіда Франсуа Девуассоуда і присутності пейзажиста Комптона, також піднялася на гору з боку проходу, який тепер носить ім'я «Такетта».